# Christian Lattier
Pour les articles homonymes, voir Lattier.
Christian Lattier, né le 25 décembre 1925 à Grand-Lahou et mort en 1978, est un sculpteur et artiste-plasticien de Côte d'Ivoire.

## Biographie
Christian Lattier fréquente la Mission Catholique d'Abidjan de 1932 à 1935. Après l’école primaire, il poursuit ses études au Collège de Saint-Chamond à Loire de 1935 à 1945. Il intègre ensuite l'Ecole des Beaux Arts de Saint-Etienne, où il obtient des premiers prix en deux ans. Il poursuit ses études sur les arts à l'Ecole des Beaux Arts de Paris, avec les sculpteurs Paul Niclausse et Georges Saupique. Il y apprend le modelage, l'architecture et la sculpture. Ensuite, c'est l'atelier d'architecture Daumet-Guth. De retour en Côte d'Ivoire en 1962, il enseigne la sculpture à l'Ecole Nationale Supérieure des Beaux-Arts d'Abidjan. Christian Lattier a notamment participé à des expositions avec Pablo Picasso, Salvador Dalí et Bernard Buffet.
Il a ouvert la voie de l’art ivoirien contemporain avec ses pièces sculpturales conçues au début des années 1950.
Une de ses sculptures, Les Trois Ages de la Côte d’Ivoire, une œuvre de 8 mètres de haut et de 1,5 tonne de ferraille  était exposée dans la salle d’enregistrement de l’aéroport d’Abidjan.
Une des salles du Palais de la Culture d’Abidjan, situé à Treichville, entre les deux ponts - Houphouët-Boigny et Général de Gaulle - sur le front lagunaire, a été baptisée Galerie Christian Lattier en hommage au travail de l’artiste.
En 1966, au 1er Festival des Arts Nègres de Dakar, où il obtient un grand prix, André Malraux le proclame "hors concours toutes disciplines".

## Distinctions
- 1953 : Prix Chenavard avec la présentation d'une panthère de 3,5 m de long
- 1953 : Prix des Cathédrales de France
- 1960 : Prix de Sculpture d'Asnières
- 1960 : Médaille d'or de la ville de Taverny
- 1966 : Grand Prix mondial des Arts Nègres au Festival de Dakar